# Frătăuții Vechi
Frătăuții Vechi (deutsch Alt-Fratautz) ist eine aus den beiden Dörfern Măneuți (ungarisch Andrásfalva) und Frătăuții Vechi bestehende Gemeinde im rumänischen Kreis Suceava in der Region Bukowina mit der Kreishauptstadt Suceava.

## Geschichte

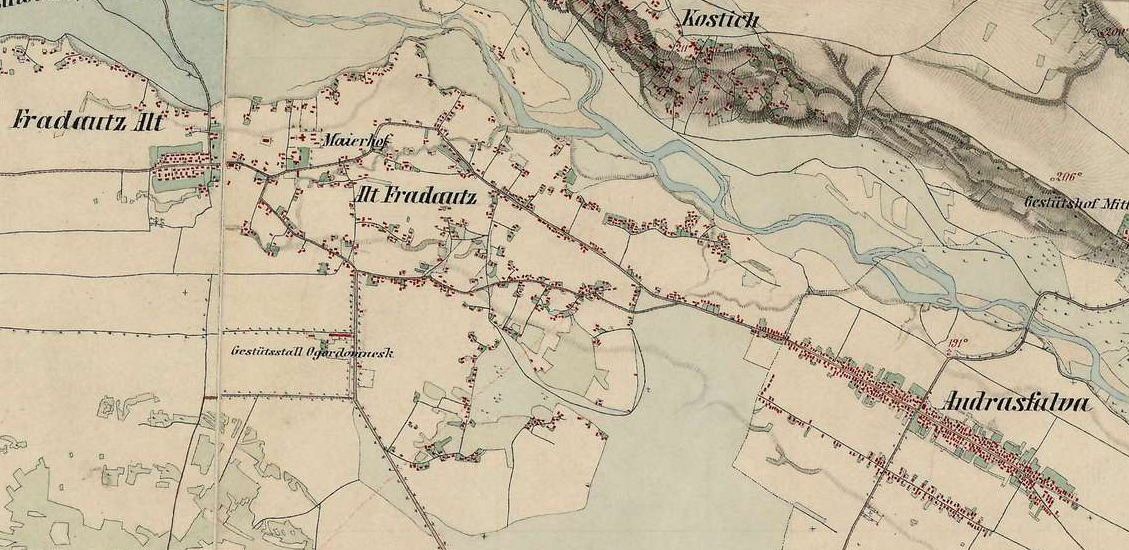
Alt Fratautz und Andrasfalva auf der Franziszeischen Landesaufnahme um die Mitte des 19. Jahrhunderts

Vor dem Jahr 1787 wurden im Zuge der Josephinischen Kolonisation auf dem Grund des Dorfes 16 deutsche Familien aus Süddeutschland als Kolonisten angesiedelt, damals die größte Zahl in der Bukowina. Măneuți entstand dagegen als eine Kolonie der ungarischsprachigen Szekler aus Siebenbürgen unter dem Namen Andrásfalva. In der Kolonie innerhalb des Dorfs Fratautz entstand eine lutherische Filialgemeinde von Radautz (ab 1908 eine selbständige Pfarrgemeinde), die ab 1826 eine Kirche im Besitz hatte, während in Andrásfalva schon 1797 eine helvetische Pfarrgemeinde gegründet wurde. Beide Gemeinden gehörten der Evangelischen Superintendentur A. B. Galizien. Im Jahr 1875 umfasste die helvetische ungarischsprachige Gemeinde in Andrásfalva 5 Ortschaften mit 900 Mitgliedern, davon 750 am Kirchort. Die örtliche Holzkirche wurde 1807 gebaut und 1834 renoviert und war damals baufällig.
Im Jahre 1900 hatte die Gemeinde Andrásfalva 505 Häuser mit 2236 Einwohnern, davon waren 169 Deutschsprachige, 24 Rumänischsprachige, 12 Ruthenischsprachige, 2022 anderer Sprache (2013 ungarischsprachig, 9 polnischsprachig), 1753 waren römisch-katholisch, 37 griechisch-orientalisch, 75 jüdischer Religion, 371 anderen Glaubens (323 Helvetischer Konfession, also Reformierte Protestanten, 48 Augsburger Konfession, also Lutheraner). Die Gemeinde Deutsch Altfratautz (Fratiwci Stari Nimecki, Frâtâuţii Vechi Germân) hatte dagegen 236 Häuser mit 1321 Einwohnern, davon waren 1301 Deutschsprachige und 19 Rumänischschprachige, 146 waren katholisch, 22 griechisch-orientalisch, 73 jüdischer Religion und 1080 anderen Glaubens. Die Gemeinde Rumänisch Altfratautz hatte 797 Häuser mit 3789 Einwohnern, überwiegend Rumänischsprachige (3218) und griechisch-orientalisch (3216), aber 410 Deutschsprachige und 161 anderer Sprache (ungarisch) und 328 Katholiken, 97 Juden und 148 anderen Glaubens (144 Augsburger Konfession).
1908 wurde die neue helvetische Kirche in Andrásfalva gebaut.
Noch im Jahr 1930 machten die Bukowinadeutschen 1/3 der Bewohner von Alt-Fratautz und die Lutheraner fast 1/4 aus, während die Magyaren in Andrásfalva fast 90 % und die Kalvinisten über 15 %.
Die Magyaren wurden 1945–46 an die Stelle der Donauschwaben nach Ungarn umgesiedelt. Nach dem Zweiten Weltkrieg emigrierte auch ein wesentlicher Teil der deutschen Bevölkerung des ehemaligen Deutsch Altfratautz nach Deutschland.

## Persönlichkeiten
- Isidor Onciul (1834–1897), rumänischer griechisch-orthodoxer Theologe
- Demeter Isopescul (1839–1901), rumänischer Lehrer im österreichischen Kronland Bukowina
- Claudio Isopescu (1894–1956), rumänischer Romanist, Italianist, Rumänist und Hispanist, der vor allem in Italien wirkte
- Kurt Rein (1932–2018), deutscher Linguist, Didaktiker und Hochschullehrer

## Bilder

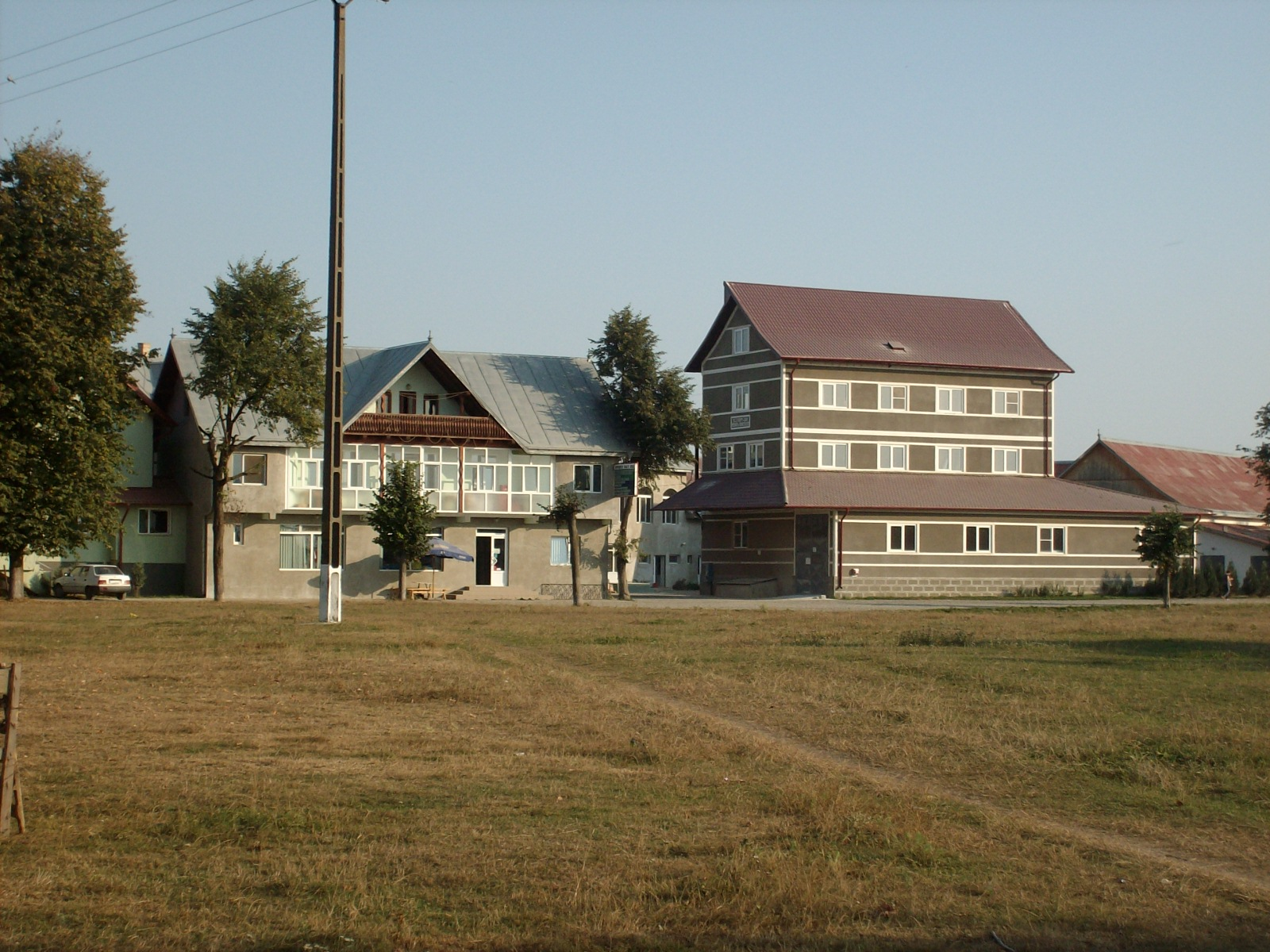
Frătăuții Vechi
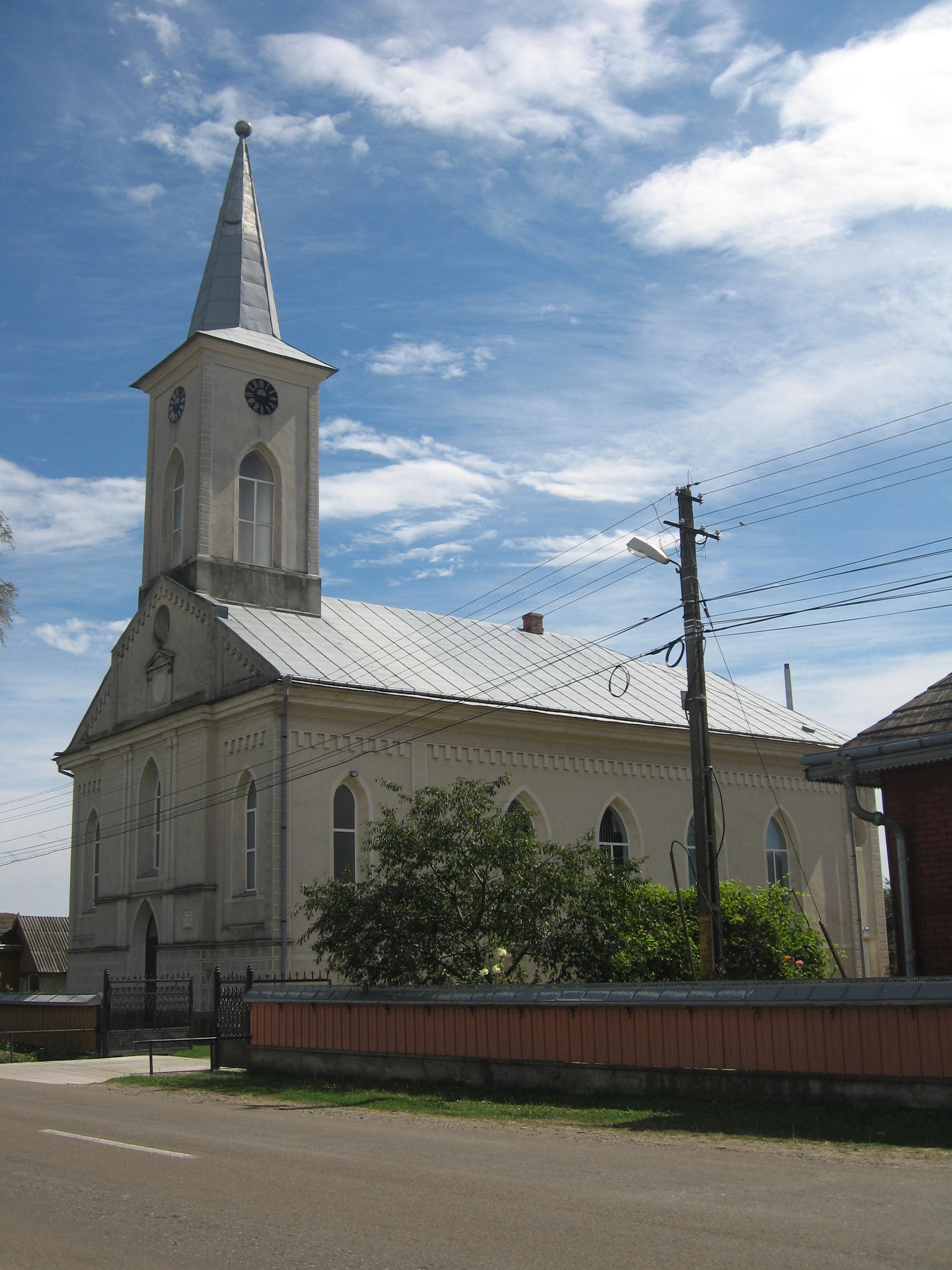
Lutherische Kirche in Frătăuții Vechi
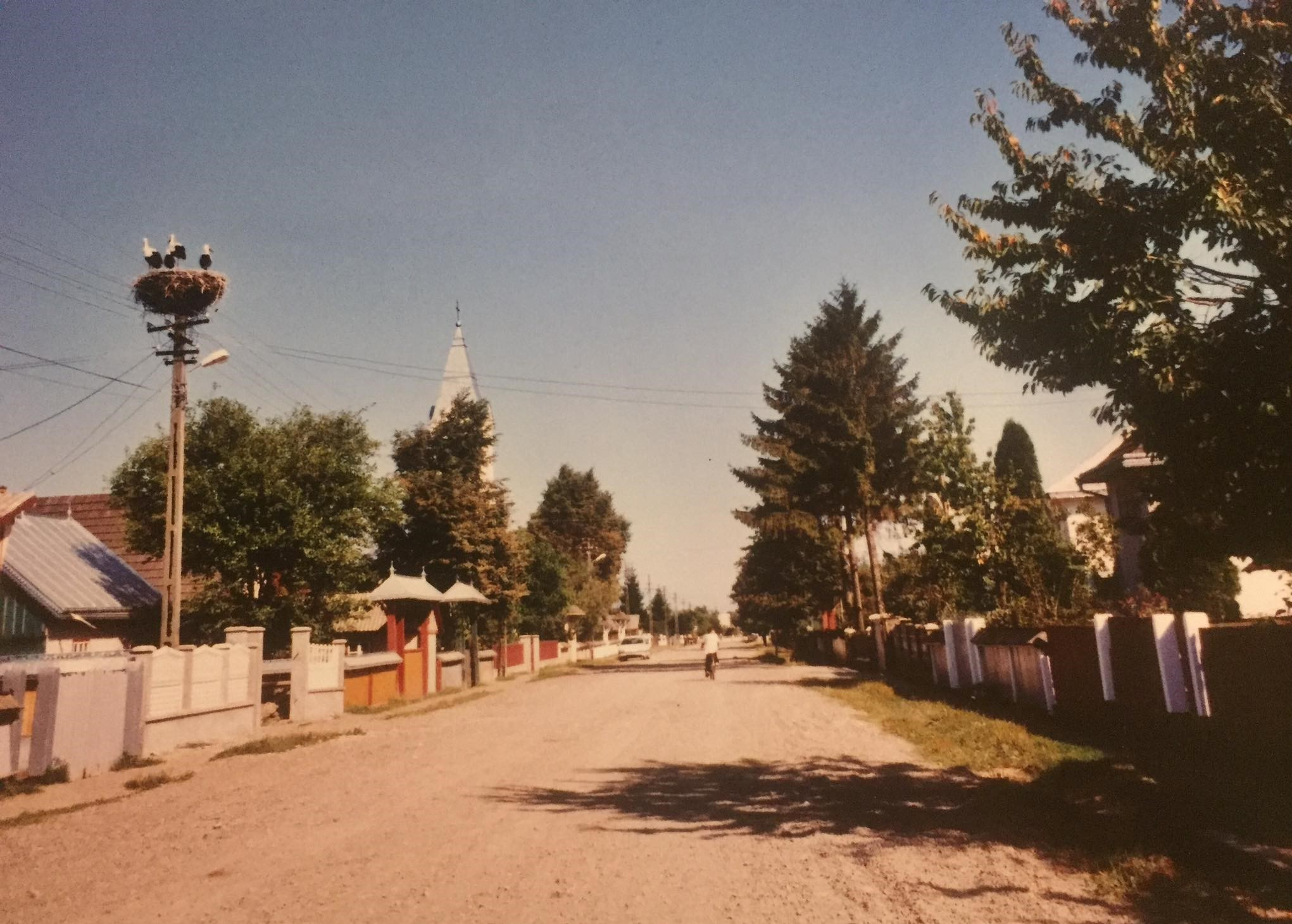
Măneuți
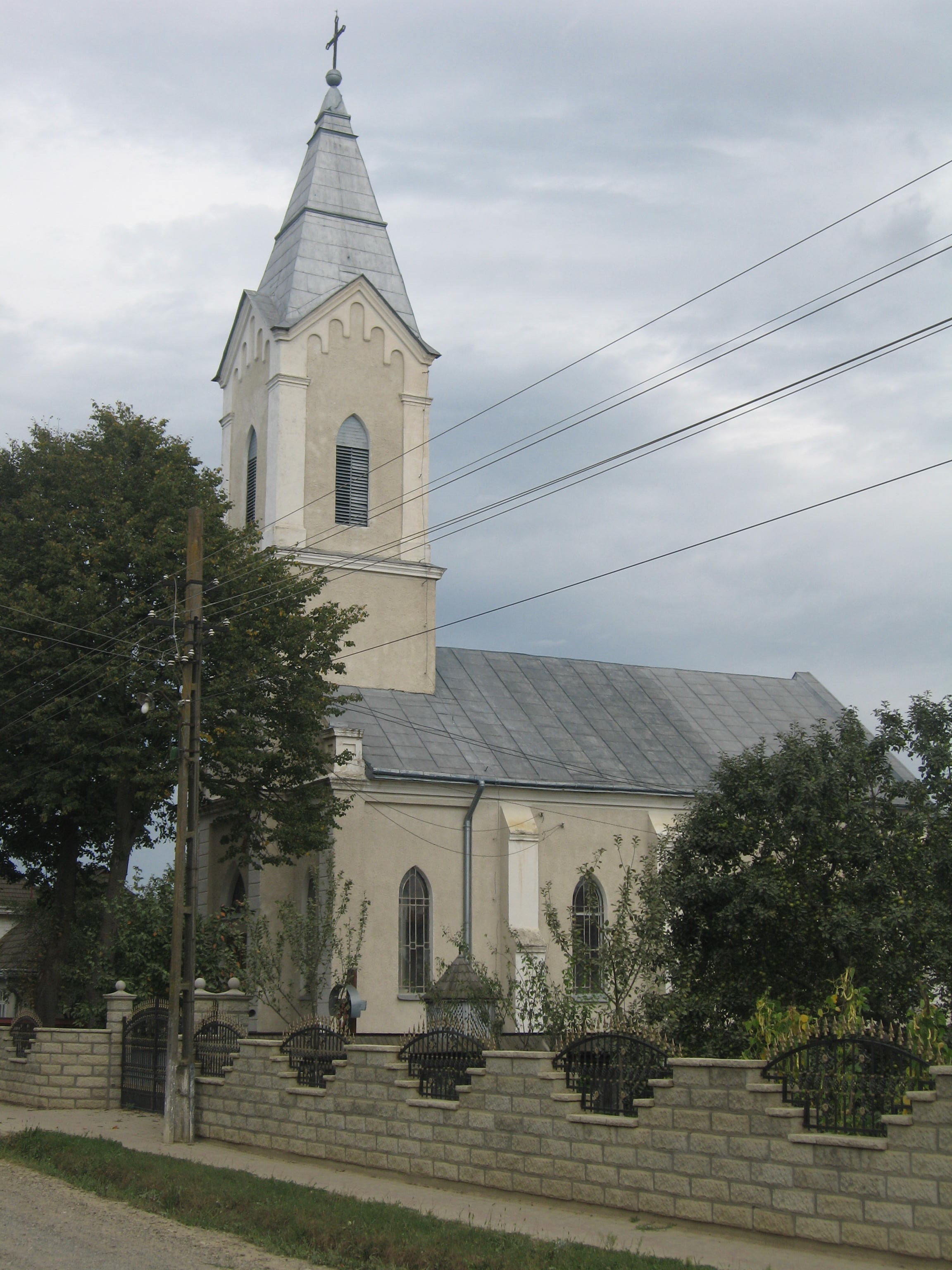
Orthodoxe Kirche in Măneuți (ehem. helvetisch)